# Aéroport de Lamidanda
L'aéroport de Lamidanda (code IATA : LDN • code OACI : VNLD) est un aéroport desservant la ville de Lamidanda au Népal.

## Installations
Il possède une piste en terre longue de 518 mètres.

## Situation
L'aéroport est situé à 1 250 mètres d'altitude.
| \| 100 km1:3 095 000 \| Bajura Bhadrapur Bhâratpur Bhojpur Biratnagar Dhangadhi Dolpa Janakpur Jomsom Jumla Katmandou Lamidanda Lukla Manang Meghauli Nepalganj Phaplu Pokhara Ramechhap Rukumkot Rumjatar Simara Siddharthanagar Simikot Surkhet Talcha Taplejung Thamkharka Tumlingtar Dang |
| 100 km1:3 095 000 |

## Compagnies et destinations
| Compagnies     | Destinations                    |
| -------------- | ------------------------------- |
| Nepal Airlines | Biratnagar, Katmandou-Tribhuvan |
| Tara Air       | Katmandou-Tribhuvan             |